# تا ابد جوان (آلبوم نسا برت)
تا ابد جوان (به انگلیسی: Young Forever) نخستین آلبوم استودیویی از خوانندهٔ آمریکایی نسا برت می‌باشد که در ۱۴ اکتبر سال ۲۰۲۲ منتشر گردید.